# Bulbine erumpens
Bulbine erumpens är en grästrädsväxtart som beskrevs av Steven A. Hammer. Bulbine erumpens ingår i släktet bulbiner, och familjen grästrädsväxter. Inga underarter finns listade i Catalogue of Life.